# Mediterranean Theater of Operations

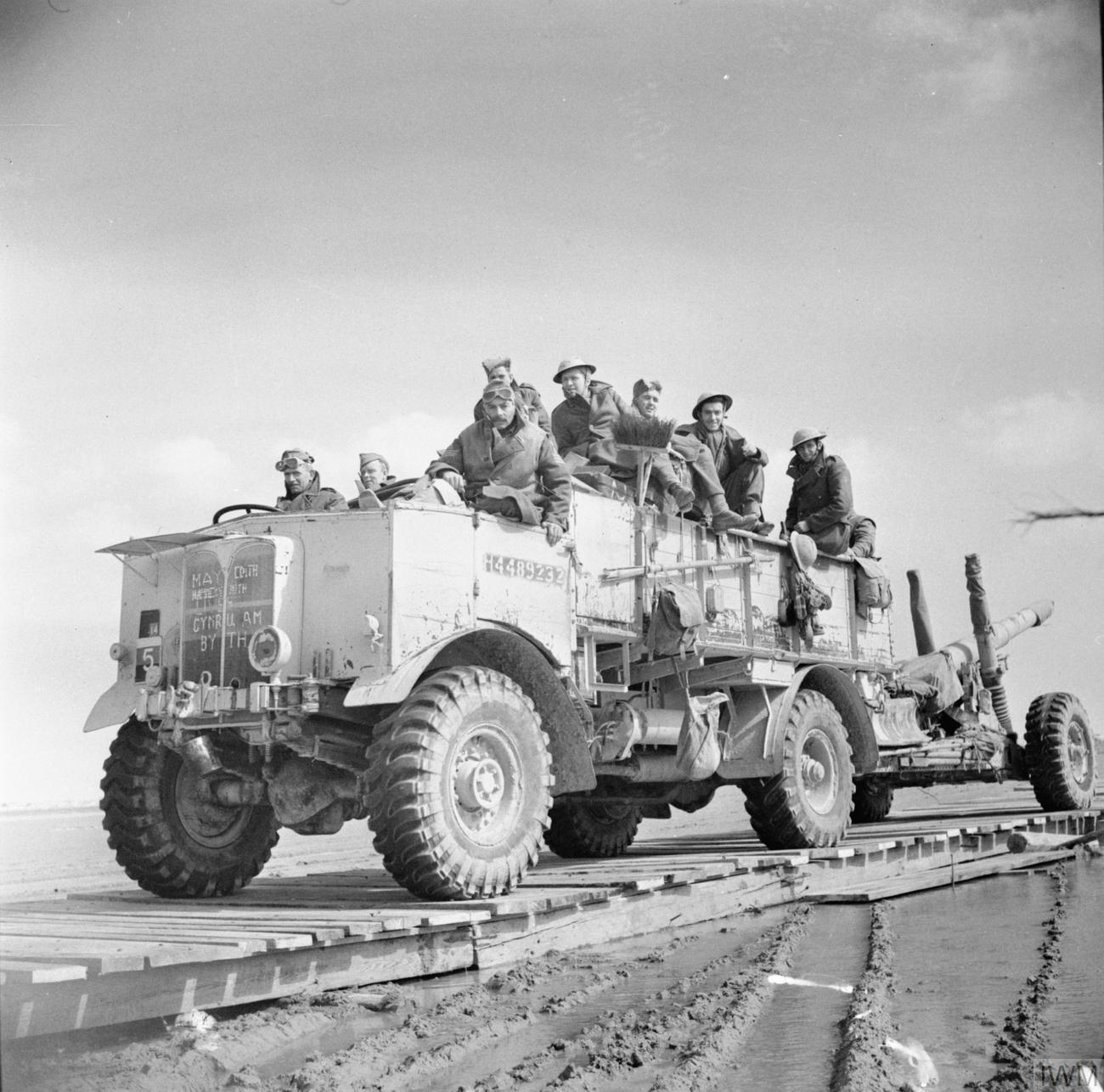
Ici nous voyons un AEC Matador avec canon de 4.5 inch roulant en Tunisie ou Libye.

Au cours de la Seconde Guerre mondiale, le Mediterranean Theater of Operations (MTO) désigne, pour les United States Army Air Forces, le théâtre d'opérations de l'Europe méditerranéenne et l'Afrique du Nord. On y trouve les forces suivantes :
- 15th USAAF (force stratégique)
- 12th USAAF (force tactique)

Les pertes au 8 mai 1945 sur ce théâtre et celui du European Theater of Operations ont été pour l'USAAF de 9 949 bombardiers, 8 420 chasseurs et 79 265 personnels manquants.